# Carl Ringvold
Carl August Ringvold (Oslo, 3 de abril de 1876 — 22 de fevereiro de 1960) foi um velejador norueguês, campeão olímpico. Ele competiu nos Jogos Olímpicos de Verão de 1920 na classe 8 Metre e conquistou a medalha de ouro na disputa realizada segundo as regras de 1907 a bordo do Irene com Thorleif Holbye, Alf Jacobsen, Kristoffer Olsen e Tellef Wagle. Quatro anos depois, ele ganhou sua segunda medalha de ouro na mesma classe com seu filho Carl Ringvold Jr..